# Сабинка (приток Уржумки)
Сабинка, Савинка — река в России, протекает в Уржумском районе Кировской области. Устье реки находится в 42 км по левому берегу реки Уржумка. Длина реки составляет 12 км.
Исток реки находится у нежилой деревни Мари-Сабуял близ границы с Республикой Марий Эл в 12 км к северо-востоку от села Косолапово. Река течёт на восток, протекает по южной окраине села Ашлань (Лопьяльское сельское поселение), ниже которого впадает в Уржумку.

## Данные водного реестра
По данным государственного водного реестра России относится к Камскому бассейновому округу, водохозяйственный участок реки — Вятка от водомерного поста посёлка городского типа Аркуль до города Вятские Поляны, речной подбассейн реки — Вятка. Речной бассейн реки — Кама.
По данным геоинформационной системы водохозяйственного районирования территории РФ, подготовленной Федеральным агентством водных ресурсов:
- Код водного объекта в государственном водном реестре — 10010300512111100038347
- Код по гидрологической изученности (ГИ) — 111103834
- Код бассейна — 10.01.03.005
- Номер тома по ГИ — 11
- Выпуск по ГИ — 1